# Commonwealth Games 2014/Bowls
Bei den Commonwealth Games 2014 in Glasgow fanden im Bowls acht Wettbewerbe statt. Austragungsort war das Kelvingrove Lawn Bowls Centre.

## Männer

### Einer
| Platz | Land | Sportler       |
| ----- | ---- | -------------- |
| 1     | SCO  | Darren Burnett |
| 2     | CAN  | Ryan Bester    |
| 3     | AUS  | Aron Sherriff  |

Finale:
1. August 2014, 17:45 Uhr

### Doppel
| Platz | Land | Sportler                                         |
| ----- | ---- | ------------------------------------------------ |
| 1     | SCO  | Paul Foster Alex Marshall                        |
| 2     | MYS  | Muhammad Hizlee Abdul Fairul Izwan Abd Muin Rais |
| 3     | ENG  | Andrew Knapper Sam Tolchard                      |

Finale:
28. Juli 2014, 12:45 Uhr

### Dreier
| Platz | Land | Sportler                                          |
| ----- | ---- | ------------------------------------------------- |
| 1     | ZAF  | Prince Neluonde Petrus Breitenbach Bobby Donnelly |
| 2     | NIR  | Paul Daly Neil Mulholland Neil Booth              |
| 3     | WAL  | Paul Taylor Jonathan Tomlinson Marc Wyatt         |

Datum:
28. Juli 2014, 8:45 Uhr

### Vierer
| Platz | Land | Sportler                                                   |
| ----- | ---- | ---------------------------------------------------------- |
| 1     | SCO  | David Peacock Neil Speirs Paul Foster Alex Marshall        |
| 2     | ENG  | John McGuinness Andrew Knapper Stuart Airey Jamie Chestney |
| 3     | AUS  | Wayne Ruediger Brett Wilkie Nathan Rice Matt Flapper       |

Datum:
1. August 2014, 12:45 Uhr

## Frauen

### Einer
| Platz | Land | Sportlerin      |
| ----- | ---- | --------------- |
| 1     | NZL  | Jo Edwards      |
| 2     | ENG  | Natalie Melmore |
| 3     | ZAF  | Colleen Piketh  |

Finale:
27. Juli 2014, 17:30 Uhr

### Doppel
| Platz | Land | Sportlerinnen                    |
| ----- | ---- | -------------------------------- |
| 1     | ZAF  | Tracy-Lee Botha Colleen Piketh   |
| 2     | ENG  | Jamie-Lea Winch Natalie Melmore  |
| 3     | NIR  | Mandy Cunningham Barbara Cameron |

Finale:
1. August 2014, 8:45 Uhr

### Dreier
| Platz | Land | Sportlerinnen                              |
| ----- | ---- | ------------------------------------------ |
| 1     | ENG  | Sophie Tolchard Ellen Falkner Sian Gordon  |
| 2     | AUS  | Lynsey Clarke Karen Murphy Kelsey Cottrell |
| 3     | ZAF  | Esme Steyn Santjie Steyn Susan Nell        |

Datum:
31. Juli 2014, 17:30 Uhr

### Vierer
| Platz | Land | Sportlerinnen                                                        |
| ----- | ---- | -------------------------------------------------------------------- |
| 1     | ZAF  | Esme Steyn Santjie Steyn Tracy-Lee Botha Susan Nell                  |
| 2     | MYS  | Emma Firyana Saroji Nur Fidrah Noh Nor Hashimah Ismail Azlina Arshad |
| 3     | NZL  | Selina Goddard Amy McIlroy Val Smith Mandy Boyd                      |

Datum:
27. Juli 2014, 12:30 Uhr

## Medaillenspiegel
| Platz | Land       | Gold | Silber | Bronze | Gesamt |
| ----- | ---------- | ---- | ------ | ------ | ------ |
| 1     | Südafrika  | 3    | -      | 2      | 5      |
| 2     | Schottland | 3    | -      | -      | 3      |
| 3     | England    | 1    | 3      | 1      | 5      |
| 4     | Neuseeland | 1    | -      | 1      | 2      |
| 5     | Malaysia   | -    | 2      | -      | 2      |
| 6     | Australien | -    | 1      | 2      | 3      |
| 7     | Nordirland | -    | 1      | 1      | 2      |
| 8     | Kanada     | -    | 1      | -      | 1      |
| 9     | Wales      | -    | -      | 1      | 1      |